# Opel Astra L
Opel Astra L — шосте покоління сімейства компактних автомобілів Opel Astra, яке замінило Astra K.

## Опис

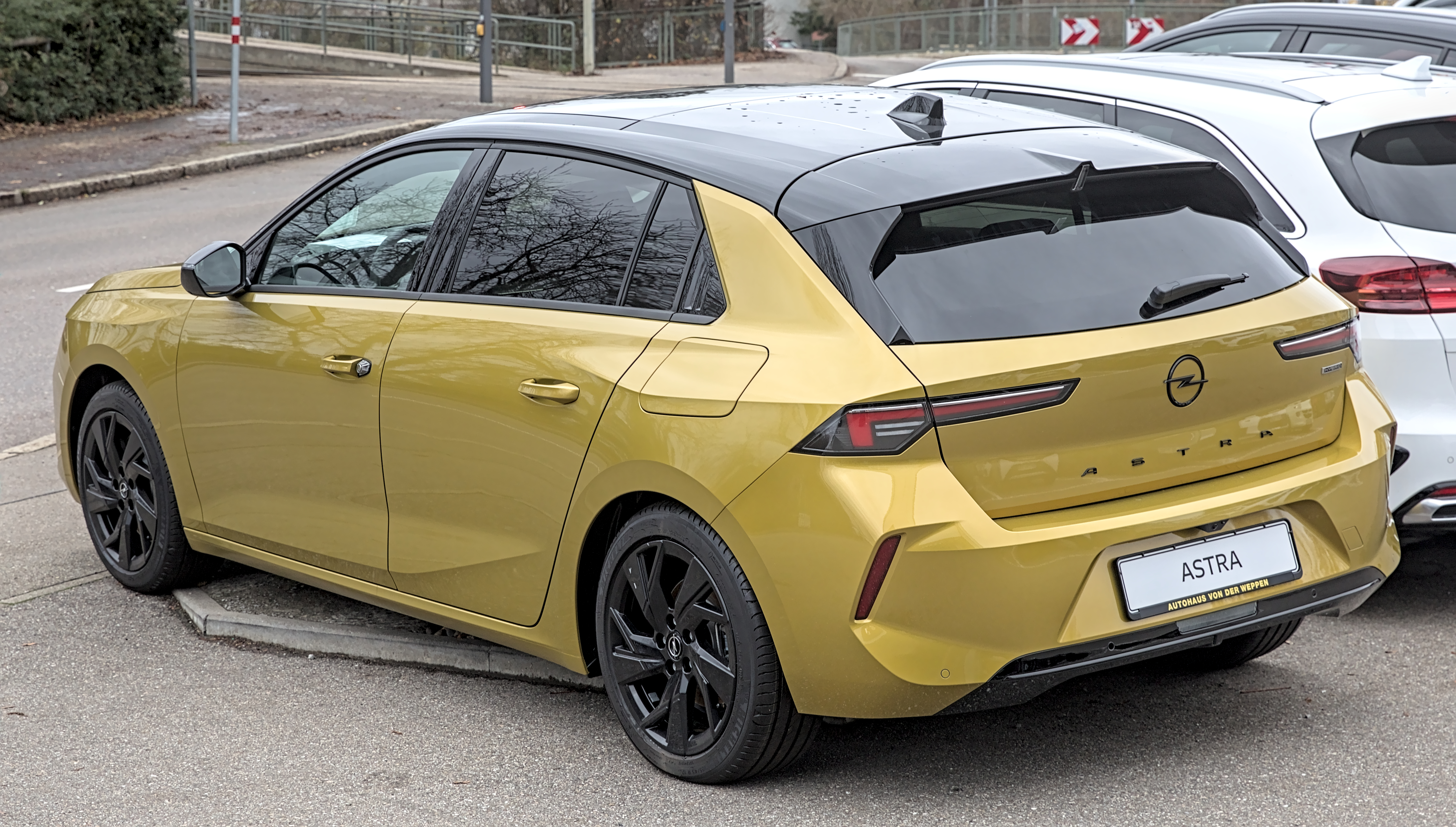
Opel Astra L PHEV

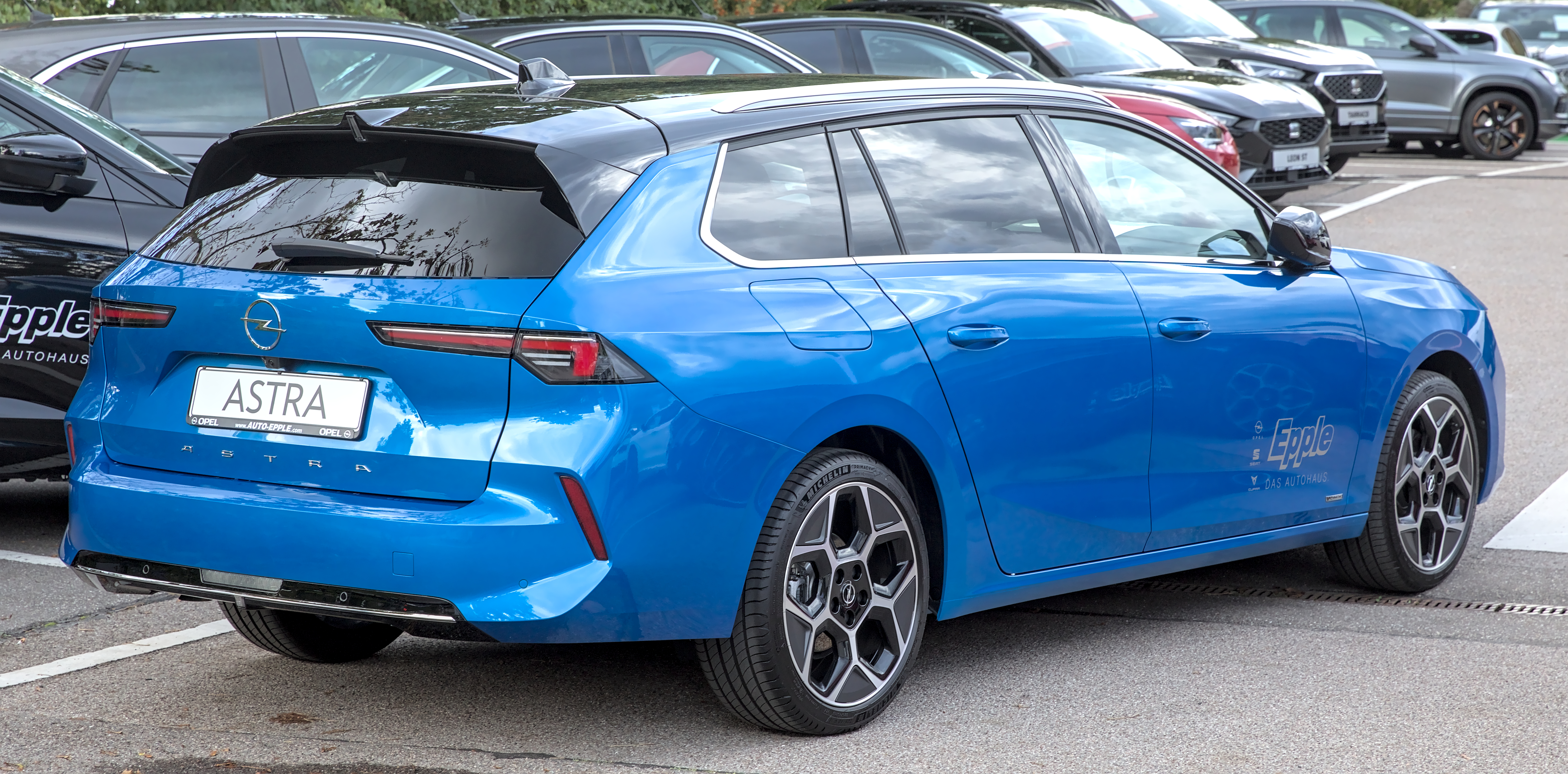
Opel Astra L Sports Tourer

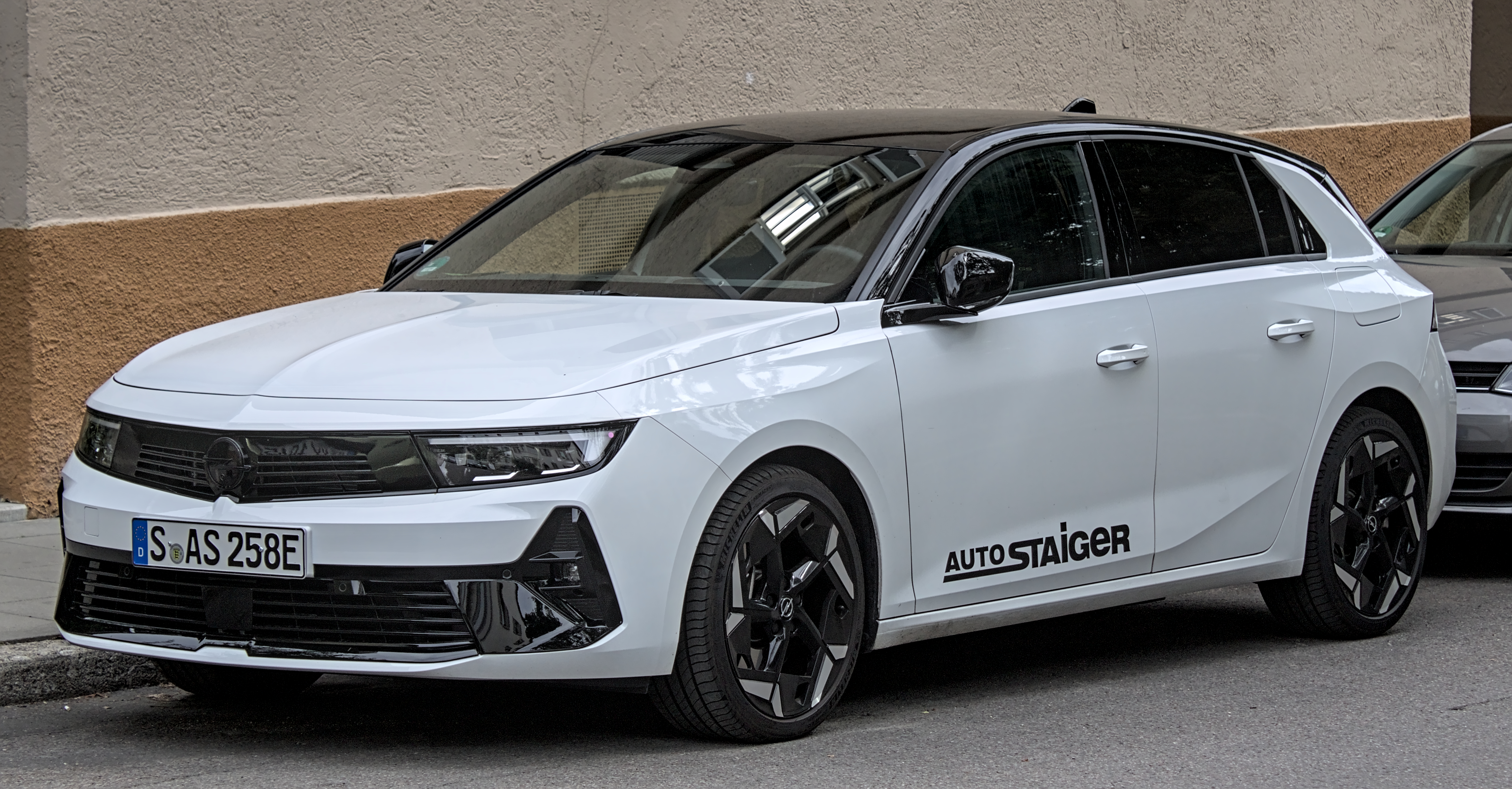
Opel Astra L GSe

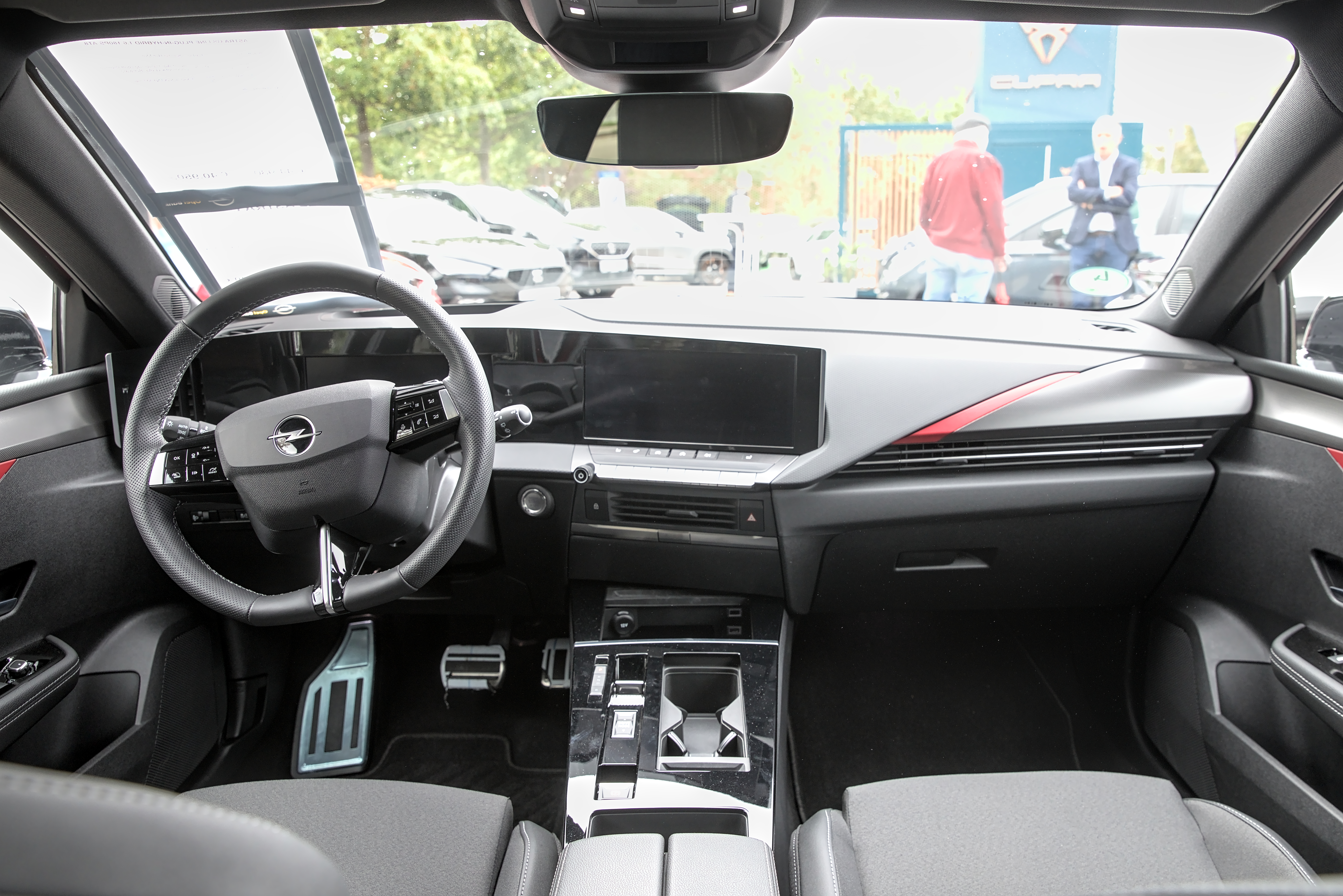

Шосте покоління Astra було представлено 13 липня 2021 року та надійшло в продаж 12 листопада 2021 року. Будучи першою Astra, розробленою PSA Group, вона заснована на третьому поколінні платформи EMP2 (передня підвіска McPherson, задня — проста торсіонна балка), завдяки якій її колісна база зросла на 55 мм. Запущений через десять місяців після злиття FCA та PSA для створення Stellantis, автомобіль вперше пропонується як гібрид і буде представлений з двигуном потужністю 180 кінських сил. Версія потужністю 225 кінських сил, взята з Peugeot 508 і Peugeot 3008, також доступна для версії GSe.
Навесні 2022 року Astra пройшла перевірку безпеки автомобіля в Euro NCAP. Він отримав чотири з п'яти можливих зірок. Критикували середній захист від травм грудей і відсутність подушки безпеки посередині, яка могла б запобігти зіткненню водія і пасажира.

## Двигуни
- 1.2 L PSA EB2ADTD I3 turbo 110 к.с. 205 Нм
- 1.2 L PSA EB2DTS I3 turbo 130 к.с. 230 Нм
- 1.5 L PSA DW5 BlueHDI I4 (diesel) 130 к.с. 300 Нм
- 1.6 L PSA EP6FDT PHEV I4 + електродвигун 180 к.с. 360 Нм
- 1.6 L PSA EP6FDT PHEV I4 + електродвигун 225 к.с. 360 Нм